# Enric Valls Roselló
Enric Valls Roselló   (València, 24 de febrer de 1990) és un psicòleg, escriptor i conferenciant valencià.

## Formació
Especialitzat en salut mental i en els àmbits de l'educació i social, va iniciar els estudis a la Facultat de Psicologia de la Universitat Catòlica de València San Vicente Mártir, on es va llicenciar uns quants anys més tard.

## Carrera
El 2016, va estrenar un programa de ràdio titulat Al diván, amb Enric Valls mitjançant la Xarxa d’Emissores Municipals Valencianes. Al final del mateix any, va començar a treballar a la Creu Roja Espanyola com a psicòleg, tècnic i responsable del departament d'Intervenció Social.
A partir del 2017, per a fer conèixer la psicologia i arribar a sensibilitzar i conciensciar la societat, va passar a col·laborar activament amb diversos mitjans de comunicació sobre temes que amoïnen la població general, com ara la pandèmia coronavírica, l'educació i la salut.
El 2020, va entrevistar personatges i artistes nacionals i internacionals (Henry Méndez, Nerea Garmendia, Fran Perea i Carmen Muga, entre d'altres) i va comptar-hi per a visibilitzar problemes quotidians i com afrontar-los a través de llurs experiències.
Avui, és director de l'Associació Espanyola per la Prevenció de l'Assetjament Escolar i atén pacients a la consulta que té a València. A més, és col·laborador habitual de molts mitjans de comunicació per tal d'acostar la psicologia a la gent.